# بخش نیون
بخش نیون یکی از بخشهای کانتون وو  در کشور سوئیس است.